# Frontières de la France
Les frontières de la France sont les frontières internationales que partage la République française avec ses États voisins. Elles sont représentées par des lignes délimitant le territoire national où l'État français exerce son autorité souveraine. La définition de ces lignes est différente selon qu'il s'agit de frontières terrestres ou maritimes. Elle résulte d'accords ou traités bilatéraux ou internationaux.
Du fait de la position centrale de la France métropolitaine en Europe et de son outre-mer, la France possède des frontières terrestres et/ou maritimes avec 35 territoires différents, ce qui en fait le pays ayant le plus de frontières au monde.

## Frontières terrestres
Au total, la France partage 4 176 km de frontières terrestres avec 11 pays voisins, ce qui la place au 43e rang des pays, du point de vue de la longueur des frontières terrestres. Ce linéaire de frontières se répartit en 2 913 km pour la France métropolitaine et 1 263 km pour la France d'outre-mer.

### France métropolitaine
La France métropolitaine possède des frontières terrestres avec 8 pays voisins, totalisant 2 913 km : la Belgique (620 à 659 km selon les sources), l'Espagne (623 km), la Suisse (573 km), l'Italie (515 km), l'Allemagne (448 km), le Luxembourg (73 km), Andorre (57 km) et Monaco (5 km).
La principale frontière terrestre est située à l'est et au nord-est du pays. Partant de la mer du Nord, elle longe successivement la Belgique, le Luxembourg, l'Allemagne, la Suisse et l'Italie avant de rejoindre la mer Méditerranée. La deuxième frontière concerne les Pyrénées au sud-ouest, qui séparent l'Espagne de la France, avec Andorre au centre. L'Espagne possède par ailleurs une enclave, Llívia, dans le territoire français. L'île des Faisans sur la Bidassoa entre Irun et Hendaye est un condominium franco-espagnol. Monaco forme une petite frontière terrestre sur le bord de la Méditerranée.
D'autre part, le traité de Cantorbéry (1986) indique qu'une frontière terrestre sépare la France et le Royaume-Uni dans le tunnel sous la Manche. L'île fluviale d'Apach, sur la Moselle près de Schengen, possède sur quelques mètres une frontière entre la France et le condominium germano-luxembourgeois.

### France d'outre-mer
Sur le continent sud-américain, le département et région d'outre-mer de Guyane est frontalier sur 730,4 km avec le Brésil et sur 510 km avec le Suriname. Dans les Antilles, l'île de Saint-Martin est partagée entre la collectivité d'outre-mer française de Saint-Martin et l'État néerlandais de Saint-Martin (en néerlandais Sint Maarten), créant ainsi une frontière avec le Royaume des Pays-Bas. Il est possible qu'une frontière terrestre existe entre le Canada et la France sur un des îlots de l'île Verte, près de l'archipel de Saint-Pierre-et-Miquelon, mais les accords conclus en 1972 par ces deux États à propos des eaux territoriales ne précisent pas ce point.

### Récapitulatif des frontières terrestres
Les limites administratives terrestres correspondent aux frontières terrestres définies par des accords et traités internationaux. Le ministère des Affaires étrangères est responsable des positions défendues par la France vis-à-vis des pays riverains. Le ministère de l'Intérieur est responsable de la coordination et des travaux d'entretien de la frontière et en gère les financements.
La France métropolitaine est frontalière de 8 pays. Outre-mer, elle est limitrophe de 3 pays.
| Pays limitrophe         | Longueur (en km)                                     | Bornage | Accords ou traités internationaux |
| ----------------------- | ---------------------------------------------------- | --- | --- |
| France métropolitaine   |                                                      | | |
| Belgique                | 620 à 659 (selon la différence des segments mesurés) | 1825 bornes. | Traités d'Utrecht (1713), traité de Paris (1815), traité de Courtrai (1820). En décembre 2015, une ligne frontalière unique, bilatérale et numérique est intégrée dans les bases de données des IGN français et belge. Les administrations compétentes française et belge ont entamé les travaux de mise en cohérence de leurs données le 21 juin 2018. Une 2e réunion a eu lieu le 10 octobre 2019 à Paris. |
| Luxembourg              | 73                                                   | 400 bornes. | Traité de Courtrai (1820). Dernière rectification : en 2007, échange de 9 hectares. Depuis décembre 2015, une ligne unique et bilatérale figure dans les bases de données de l'IGN France et du cadastre luxembourgeois. |
| Allemagne               | 448                                                  | 900 bornes avec la Rhénanie-Palatinat, 900 avec la Sarre. | Traité de Paris (1814), traité de Paris (1815), convention de 1825 entre la France et la Bavière, convention de 1829, traité de Francfort (1871), traité de Versailles (1919), accords de délimitations : 1925 et 1937, rectification en 2000 (Rhin). En décembre 2015, une ligne frontalière unique cartographique et numérique avec l'Allemagne est adoptée dans les bases de données nationales et européennes. |
| Suisse                  | 573                                                  | 2 900 bornes et points, déterminés par les géomètres cantonaux, archivés par Swisstopo. | Plusieurs traités : traité de Lyon (1601), traité de Nimègue (1678), conventions avec le prince-évêque de Bâle et le canton de Soleure, traité de Paris (1814), congrès de Vienne (1815), traité des Dappes (1862), convention du tracé entre le mont Dolent et le Léman (1891). Les déterminations de la frontière sont achevées en 1902. De nombreuses petites rectifications ont été agréées depuis, bilatéralement (1953, 1959, 1963, 1977, 1984, 1996, 2002). |
| Italie                  | 515                                                  | Toutes les bornes ont depuis 2008 des coordonnées déterminées en commun. | Traités d'Utrecht (1713, démarcation en 1825), traité de Turin (1860, démarcation en 1861-62), traité de Paris (1947, démarcation en 1947-1948, 1962-1963, 1989, 1998). Malgré la divergence politique de points de vue sur le mont Blanc, les géodésiens se sont mis d'accord et dès 2006, toutes les bornes étaient dotées de coordonnées en ETRS89 grâce à un travail commun d’observations GPS. Depuis, la transposition du texte vers une ligne frontière cartographique, numérique et bilatérale a été entreprise puis validée par la Commission mixte de Turin en avril 2016. Elle figure désormais dans les bases IGN et européennes, depuis décembre 2016. Un seul secteur affiche deux lignes car le litige du mont Blanc n’est pas résolu, depuis le dôme du Goûter jusqu'au nord du col du Géant.                       |
| Monaco                  | 5                                                    | | |
| Andorre                 | 57                                                   | Une rectification et 29 points fixés en 2000, bornage en 2019. | Le 25 juin 2015 est ratifié l'accord du 6 mars 2012 entre la France et l'Espagne, signé par Alain Juppé, alors ministre des Affaires étrangères. Une ligne frontière numérique partagée a été créée et validée lors de la Commission mixte du 13 octobre 2017 en Andorre. |
| Espagne                 | 623                                                  | 700 bornes : de 1 à 602 + enclave de Llívia. | Traité des Pyrénées (1659), traité de Bayonne (1856, délimitation de 1856 à 1868. Dernière rectification en 1982 à Arette (27 ares). Une ligne frontière unique, bilatérale et numérique a été validée à la Commission mixte de Toulouse en octobre 2015. Mais elle reste temporaire à proximité des bornes non encore mesurées précisément ainsi que de quelques sites où une mise en évidence contradictoire pourrait être produite. |
| Total                   | 2 913                                                | | |
| France Outre-mer        |                                                      | | |
| Pays-Bas (Saint-Martin) | 13                                                   | | |
| Suriname (Guyane)       | 520                                                  | | Accord de 1915 sur un quart de la longueur du fleuve Maroni, soit 20 % de la frontière. Des revendications persistent : - zone entre Alitari et Marouini, où la France a proposé au Suriname des droits d’exploitation conjointe ; - aux frontières maritimes, négociation pour raccrocher la frontière fluviale au lit très complexe (mission SHOM 2013 pour recaler la ligne) ; - le point triple « PTJ » mesuré par les Hollandais lors d'une mission Pays-Bas / Brésil, figure en tant que point triple sur les documents brésiliens. Il avait été visité par le Commandant Richard, lors d’une mission française, mais la France n’avait pas signé les documents techniques fournis par les Hollandais. On peut penser que les Pays-Bas demandaient déjà dans l’accord global, la possibilité d'exploiter pour 30 ans la zone. |
| Brésil (Guyane)         | 730                                                  | 10 points observés en 1937 (1), 1954 (1), 1955 (5) et 1991 (3). 10 bornes implantées en 1937 (1), 1961 (3), 1962 (3) et 1991 (3). Une mission en juin-juillet 2015 a permis d'affiner la précision GPS de 9 bornes de la frontière sud (6 ayant désormais une précision centimétrique). | Accord de délimitation signé en 1980, publié en 1982. Une ligne frontière unique, bilatérale et numérique a été validée à la CMA de Toulouse en octobre 2015. Mais elle reste temporaire à proximité des bornes non encore mesurées précisément ainsi que de quelques sites où une mise en évidence contradictoire pourrait être produite. |
| Total                   | 1 263                                                | | |

Le Conseil national de l'information géographique a développé une application qui permet de visualiser le projet de ligne frontière bilatérale élaboré dans le cadre de la directive INSPIRE. Elle apparaît en surimposition de la BDParcellaire et des orthophotos du RGE. En 2016 une ligne bilatérale sera utilisée par le projet ELF qui produit des outils de raccord et d'interoperabilité pour préparer la mise en conformité avec la directive INSPIRE. Pour l'échéance INSPIRE de 2018, la ligne frontière sera améliorée, et elle prendra, au fur et à mesure des validations en Commission mixte, un statut bilatéral définitif.

### Tripointsinternationaux (intersections de trois frontières terrestres d'États)
- France /  Belgique /  Luxembourg : 49° 32′ 47″ N, 5° 49′ 07″ E (commune de Mont-Saint-Martin)
- France / Condominium germano-luxembourgeois (territoire indivis entre  Luxembourg et  Allemagne) : 49° 28′ 10″ N, 6° 22′ 02″ E (commune d'Apach, sur la Moselle)
- France /  Allemagne /  Suisse : 47° 35′ 23″ N, 7° 35′ 21″ E (commune d'Huningue, près de Bâle, sur le Rhin)
- France /  Suisse /  Italie : 45° 55′ 21″ N, 7° 02′ 38″ E (commune de Chamonix-Mont-Blanc, crête ouest du mont Dolent)
- France /  Espagne /  Andorre :
  - à l'est : 42° 30′ 09″ N, 1° 43′ 34″ E (commune de Porta, près de la Portella Blanca d'Andorra)
  - à l'ouest : 42° 36′ 13″ N, 1° 26′ 30″ E (commune d'Auzat, pic de Médécourbe)
- France /  Brésil /  Suriname : vers 2° 18′ 08″ N, 54° 31′ 30″ O (si l'on suit les revendications territoriales françaises)

## Frontières maritimes

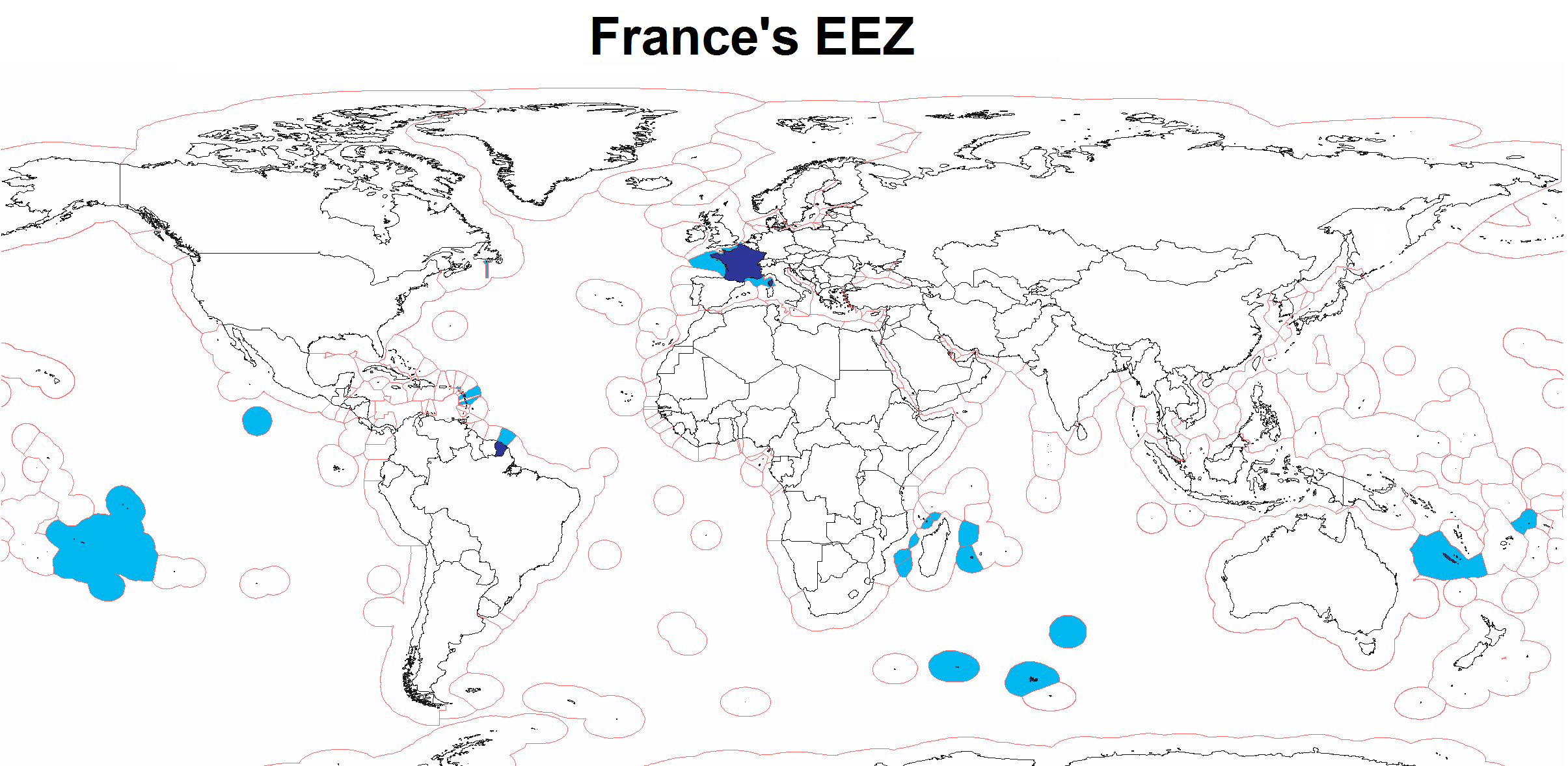
Carte des zones économiques exclusives de la France dans le monde ; la délimitation de ces zones, entre autres, donne lieu au tracé de frontières maritimes avec celles des pays voisins.

La France possède également des frontières maritimes (eaux territoriales, zone économique exclusive, etc.) avec les 32 États suivants :
- Australie (îles Kerguelen, Nouvelle-Calédonie)
- Barbade (Martinique)
- Belgique (métropole)
- Brésil (Guyane)
- Canada (Saint-Pierre-et-Miquelon)
- Comores (Mayotte)
- Dominique (Guadeloupe et Martinique)
- Espagne (métropole)
- Fidji (Nouvelle-Calédonie, Wallis-et-Futuna)
- Îles Cook (Polynésie française)
- Italie (métropole)
- Kiribati (Polynésie française)
- Madagascar (TAAF, Mayotte et Réunion)
- Maurice (Réunion)
- Monaco (métropole)
- Mozambique (îles Éparses)
- Nouvelle-Zélande (Wallis-et-Futuna)
- Royaume des Pays-Bas (Saint-Martin)
- Royaume-Uni (métropole, Polynésie française, Guadeloupe, Saint-Martin)
- Sainte-Lucie (Martinique)
- Salomon (Nouvelle-Calédonie)
- Samoa (Wallis-et-Futuna)
- Seychelles (îles Éparses et Mayotte)
- Suriname (Guyane)
- Tonga (Wallis-et-Futuna)
- Tuvalu (Wallis-et-Futuna)
- Vanuatu (Nouvelle-Calédonie)
- Venezuela (Guadeloupe et Martinique)

Aux Antilles, la Guadeloupe donne lieu à trois frontières maritimes distinctes :
- Dominique (traité de délimitation en 1987[6])
- Montserrat (Royaume-Uni, traité de délimitation en 1996[7])
- Venezuela (traité de délimitation en 1980[8]). À l'est, la zone économique exclusive de la Guadeloupe donne sur les eaux internationales.

Le passage de la Déroute sert de frontière entre la France et les îles anglo-normandes. Ces dernières sont enclavées au sein de la ZEE française.

Les Écréhou, rattachées à Jersey et situées à une dizaine de kilomètres de la France, sont britanniques.
Dans l'océan Indien, aux îles Éparses, les îles Glorieuses ont fait l'objet d'une convention avec les Seychelles (signée en février 2001) pour la délimitation de sa partie nord. Les îles Bassas da India, Europa et Juan de Nova font l'objet d'un contentieux territorial avec Madagascar qui les revendique. En l'occurrence, aucun accord de délimitation n'a été signé entre les deux pays à propos de l'ensemble des îles Éparses en général, tout comme avec les Comores d'ailleurs. L'île Tromelin a fait l'objet d'une convention de délimitation avec Maurice.
Dans l'océan Pacifique, la ZEE de Nouvelle-Calédonie a des frontières maritimes avec les îles Salomon au nord, le Vanuatu au nord-est, Fidji à l'est, l’île Norfolk au sud et l'Australie à l'ouest. Les îles Matthew et Hunter font l'objet d'un litige de souveraineté avec le Vanuatu. La ZEE de Wallis-et-Futuna, territoire français depuis le 29 juillet 1961, admet une frontière avec celles des Tonga au Sud, des Fidji au Sud-Ouest, des Tuvalu au Nord-Ouest, des Tokelau (Nouvelle-Zélande) et des Samoa à l'Est.
Sur les 32 pays ayant une frontière maritime avec la France, seule une vingtaine ont signé un accord de délimitation de leur zone économique exclusive respective.

## Récapitulatif
La liste suivante récapitule l'ensemble des frontières terrestres et maritimes de la France.
| Pays ou territoire voisin           | Zone concernée                               | Type                  | Notes |
| ----------------------------------- | -------------------------------------------- | --------------------- | --- |
| Allemagne                           | France métropolitaine                        | Terrestre             | |
| Andorre                             | France métropolitaine                        | Terrestre             | |
| Australie                           | Nouvelle-Calédonie                           | Maritime              | |
| Barbade                             | Guadeloupe                                   | Maritime              | |
| Barbade                             | Martinique                                   | Maritime              | |
| Belgique                            | France métropolitaine                        | Terrestre et maritime | |
| Brésil                              | Guyane                                       | Terrestre et maritime | |
| Canada                              | Saint-Pierre-et-Miquelon                     | Maritime              | Une frontière terrestre est susceptible d'exister sur le groupe des îlots de l'île Verte suivant les interprétations des deux pays. |
| Comores                             | Îles Glorieuses                              | Maritime              | Madagascar conteste la souveraineté de la France sur les îles Glorieuses.                                                           |
| Comores                             | Mayotte                                      | Maritime              | Les Comores ne reconnaissent pas la souveraineté de la France sur Mayotte.                                                          |
| Dominique                           | Guadeloupe                                   | Maritime              | |
| Dominique                           | Martinique                                   | Maritime              | |
| Espagne                             | France métropolitaine                        | Terrestre et maritime | En deux morceaux, de part et d'autre d'Andorre, plus l'enclave espagnole de Llívia                                                  |
| Fidji                               | Nouvelle-Calédonie                           | Maritime              | |
| Fidji                               | Wallis-et-Futuna                             | Maritime              | |
| Guernesey ( Couronne britannique)   | France métropolitaine                        | Maritime              | |
| Îles Cook ( Nouvelle-Zélande)       | Polynésie française                          | Maritime              | |
| Îles Heard et McDonald ( Australie) | Îles Kerguelen                               | Maritime              | |
| Île Norfolk ( Australie)            | Nouvelle-Calédonie                           | Maritime              | |
| Îles Pitcairn ( Royaume-Uni)        | Polynésie française                          | Maritime              | |
| Italie                              | France métropolitaine                        | Terrestre et maritime | La frontière au niveau du Mont Blanc diverge suivant les interprétations des deux pays.                                             |
| Jersey ( Couronne britannique)      | France métropolitaine                        | Maritime              | |
| Kiribati                            | Polynésie française                          | Maritime              | |
| Luxembourg                          | France métropolitaine                        | Terrestre             | |
| Madagascar                          | Îles Bassas da India, Europa et Juan de Nova | Maritime              | Madagascar conteste la souveraineté de la France sur ces îles.                                                                      |
| Madagascar                          | Îles Glorieuses                              | Maritime              | Madagascar conteste la souveraineté de la France sur les îles Glorieuses                                                            |
| Madagascar                          | Île Tromelin                                 | Maritime              | Maurice conteste la souveraineté de la France sur l'île Tromelin.                                                                   |
| Madagascar                          | Mayotte                                      | Maritime              | Les Comores ne reconnaissent pas la souveraineté de la France sur Mayotte.                                                          |
| Madagascar                          | Réunion                                      | Maritime              | |
| Maurice                             | Île Tromelin                                 | Maritime              | Maurice conteste la souveraineté de la France sur l'île Tromelin.                                                                   |
| Maurice                             | Réunion                                      | Maritime              | |
| Monaco                              | France métropolitaine                        | Terrestre et maritime | |
| Montserrat ( Royaume-Uni)           | Guadeloupe                                   | Maritime              | |
| Royaume-Uni                         | France métropolitaine                        | Maritime              | Une frontière terrestre existe dans le Tunnel sous la Manche (traité de Cantorbéry du 12 février 1986).                             |
| Sainte-Lucie                        | Martinique                                   | Maritime              | |
| Anguilla ( Royaume-Uni)             | Saint-Martin                                 | Maritime              | |
| Saint-Martin ( Pays-Bas)            | Saint-Barthélemy                             | Maritime              | |
| Saint-Martin ( Pays-Bas)            | Saint-Martin                                 | Terrestre et maritime | |
| Salomon                             | Nouvelle-Calédonie                           | Maritime              | |
| Samoa                               | Wallis-et-Futuna                             | Maritime              | |
| Seychelles                          | Îles Glorieuses                              | Maritime              | Madagascar conteste la souveraineté de la France sur les îles Glorieuses.                                                           |
| Suriname                            | Guyane                                       | Terrestre et maritime | Une partie de la frontière terrestre est contestée par le Suriname.                                                                 |
| Suisse                              | France métropolitaine                        | Terrestre et lacustre | |
| Tokelau ( Nouvelle-Zélande)         | Wallis-et-Futuna                             | Maritime              | |
| Tonga                               | Wallis-et-Futuna                             | Maritime              | |
| Tuvalu                              | Wallis-et-Futuna                             | Maritime              | |
| Vanuatu                             | Nouvelle-Calédonie                           | Maritime              | Une partie du territoire néo-calédonien est revendiquée par le Vanuatu.                                                             |
| Venezuela                           | Guadeloupe                                   | Maritime              | |
| Venezuela                           | Martinique                                   | Maritime              | |

## Différends territoriaux et imprécisions des tracés frontaliers

### Contestations de la souveraineté française sur diverses îles
Quatre États revendiquent la souveraineté d'îles actuellement administrées par la France :
- l'Union des Comores revendique l'île de Mayotte ; c'est la seule des revendications à concerner un territoire habité ;
- Madagascar revendique les îles Éparses situées dans le canal du Mozambique : Bassas da India, Europa, Glorieuses, Juan de Nova ;
- Maurice revendique l'île Tromelin ;
- le Vanuatu revendique les îles Matthew et Hunter, à l'est de la Nouvelle-Calédonie, qui font pour la France partie intégrante de celle-ci.

De plus, si le Mexique ne revendique pas l'île Clipperton, une certaine partie de la population mexicaine et quelques groupes politiques tendent à continuer de réclamer l'île au nom du Mexique, bien qu’un arbitrage international l’ait officiellement attribuée en 1931 à la France.

### Délimitations litigieuses ou discutées
- L'interprétation du tracé de la frontière franco-italienne au niveau du mont Blanc diffère entre les cartes françaises (qui placent le sommet du mont Blanc entièrement sur son territoire) et les cartes italiennes (qui le partagent entre les deux pays) ; des discordances plus mineures sont aussi à noter au col du Géant. (cf. Histoire de la frontière sur le mont Blanc)[12].
- Les représentants français et espagnols à la commission d'abornement de la frontière entre les deux États ont constaté des différences d'appréciation sur son tracé, notamment au pic du Néoulous, sommet du massif des Albères[13].
- L'Île Verte, située au large de Saint-Pierre-et-Miquelon et à proximité de la délimitation maritime entre la France et du Canada, est canadienne depuis 1972 mais certains des îlots situés à son sud-ouest ont une souveraineté incertaine[réf. nécessaire]. D’autre part, la décision d’un arbitrage international sur la délimitation de la zone économique exclusive entre la France et le Canada n'a jamais été acceptée ni par la France[réf. nécessaire], ni par le Canada[réf. nécessaire] qui pourtant s'y réfère, et encore bien moins par les habitants de Saint-Pierre-et-Miquelon.

### Clarification récente
- La frontière entre la France et le Suriname (alors néerlandais) a été fixée au Maroni par le traité d'Utrecht (1713), forcément peu précis pour les terres inexplorées de la forêt amazonienne. Un arbitrage du Tsar de Russie en 1891 a précisé cette limite, qui doit être entendue comme suivant le Lawa en amont de sa confluence avec le Tapanahoni. Cet arbitrage n'a pas complètement réconcilié les deux positions, la France estimant que l'Itany constitue le cours supérieur du Lawa, tandis que les Pays-Bas (puis le Suriname) jugent que ce cours supérieur est constitué par le Marouini. Il subsistait donc une zone d'approximativement 6 000 km2 en pratique contrôlée par la France mais revendiquée par le Suriname, entre les rivières Itany et Marouini[14],[15]. En février 2021, la France et le Suriname entérinent définitivement le tracé de leur frontière commune[16].

## Limitations conventionnelles de souveraineté

### Zone à souveraineté indivise
- La France partage avec l'Espagne la souveraineté de l'île des Faisans (6 000 m2, 43° 20′ 34,92″ N, 1° 45′ 54,31″ O) sur la Bidassoa, en application de l'article 27 du traité de Bayonne signé entre les deux États en 1856. Il s'agit d'un condominium et l'île demeure six mois sous l'autorité d'un des deux États : du 1er août au 31 janvier par la France, puis du 1er février au 31 juillet par l'Espagne.

### Cas particulier de la Terre Adélie
- Les revendications territoriales françaises en Antarctique (Terre Adélie) ont été gelées par la signature du traité sur l'Antarctique en 1959.

### Privilèges d'extraterritorialité
Des privilèges d'extraterritorialité ont été concédés à diverses organisations internationales, en vertu d'accords de siège :
- Le siège du Conseil de l'Europe, à Strasbourg, bénéficie de l’inviolabilité en vertu de l’accord de siège du 2 septembre 1949 ;
- Le siège de l'Unesco à Paris bénéficie de l’inviolabilité en vertu de l’accord de siège du 2 juillet 1954 ;
- En application d'un protocole annexé au traité sur l'Union européenne, au traité sur le fonctionnement de l'Union européenne et au traité instituant la Communauté européenne de l'énergie atomique, les sites de l'Union européenne – dont le siège du Parlement européen, à Strasbourg – et de la Communauté européenne de l'énergie atomique sont « inviolables » et « exempts de perquisition, réquisition, confiscation ou expropriation »[17] ;
- Le siège de l'Organisation internationale de la vigne et du vin à Paris bénéficie de l'extraterritorialité en vertu d'un accord de siège du 20 janvier 1965 ;
- Le centre d'émission de Radio Monte-Carlo à Roumoules, dans les Alpes-de-Haute-Provence, bénéficie de l'extraterritorialité en tant qu'enclave monégasque en territoire français en 1974.[réf. nécessaire]
- Le siège de l'Office international des épizooties à Paris bénéficie de l'extraterritorialité en vertu d'un accord de siège du 21 février 1977 ;
- Le siège d'Interpol à Lyon bénéficie de l'extraterritorialité en vertu d'un accord de siège du 3 novembre 1982 ;
- Le siège du Réseau international pour l'amélioration de la production de la banane et de la banane plantain à Montferrier-sur-Lez bénéficie de l'extraterritorialité en vertu d'un accord de siège du 19 octobre 1992 ;
- Le siège de la Commission internationale de l'état civil à Strasbourg bénéficie de l’inviolabilité en vertu d'un accord de siège du 13 novembre 2000 ;
- Les locaux de l'Organisation européenne de télécommunications par satellite à Paris bénéficient de l'extraterritorialité en vertu d'un accord de siège du 12 mai 2001 ;
- Le siège de la Communauté du Pacifique à Nouméa bénéficie de l'extraterritorialité en vertu d'un accord de siège du 6 mai 2003 ; cet accord a été signé au nom de la République française par Pierre Frogier, le président du gouvernement de la Nouvelle-Calédonie.

En revanche, les cimetières militaires étrangers situés en France ne bénéficient pas d'extraterritorialité, mais seulement d'une concession foncière perpétuelle.

### Droits souverains concédés à des États voisins

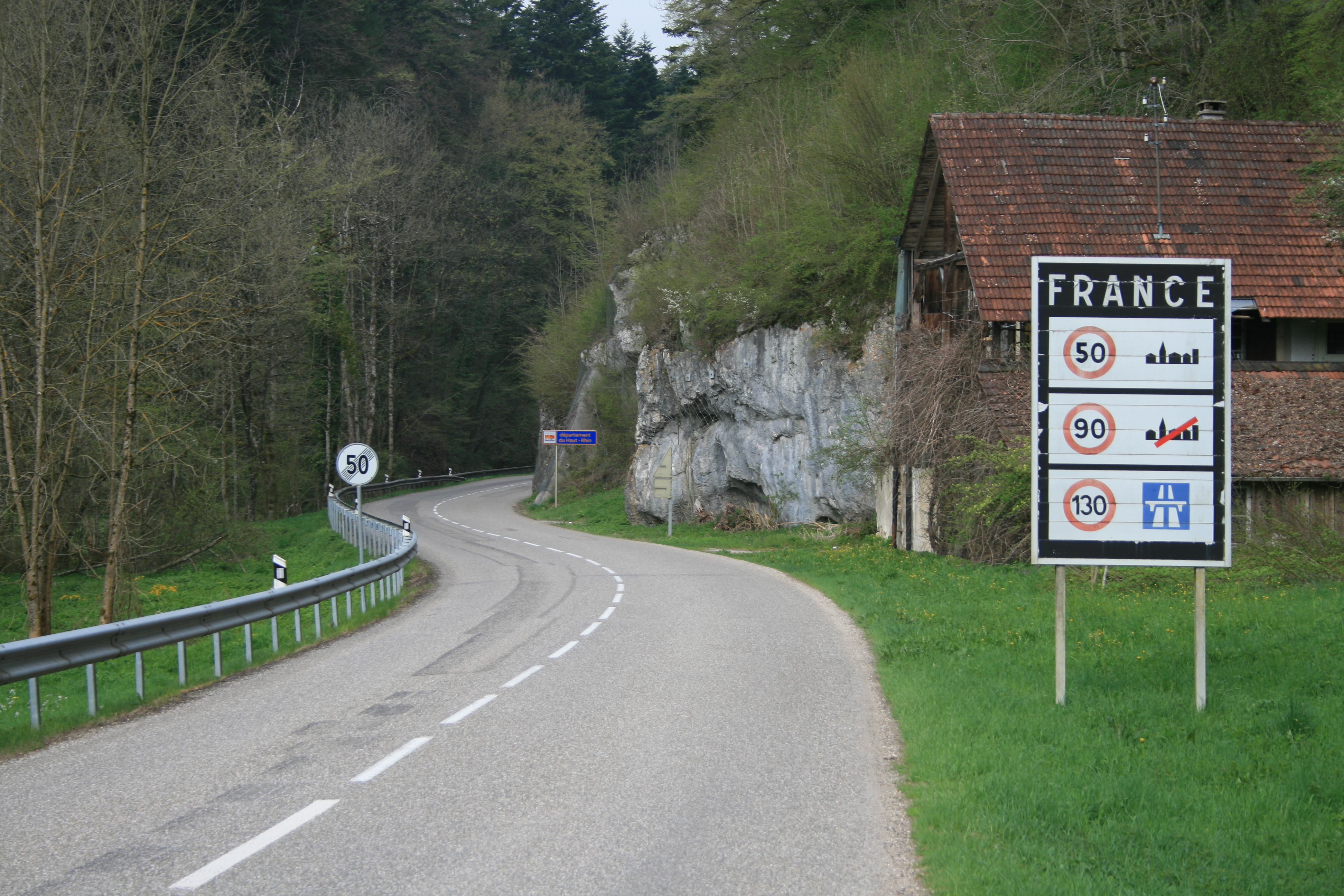
Frontière franco-suisse à hauteur de Kiffis et Kleinlützel sur la route dite « internationale ».

- La route qui joint le hameau de Lucelle, dans la commune de Pleigne (canton du Jura, 47° 25′ 17″ N, 7° 14′ 43″ E) et le lieu-dit Klösterli, dans la commune de Kleinlützel (canton de Soleure, 47° 25′ 32″ N, 7° 25′ 04″ E), et qui évolue principalement en territoire français — mais avec une courte incursion en Suisse à hauteur du ruisseau de Bavelier — a le statut de « route internationale » (ainsi que la courte déviation dite de Saint-Pierre construite entre 1927 et 1929). En vertu d'un supplément de convention du 15 août 1782, la liberté de transit par cette route est accordée à la Suisse. Cette convention a été précisée par un accord franco-suisse du 29 janvier 1937 qui accorde aux agents suisses chargés de l'exercice de la police et de la surveillance douanière sur les tronçons suisses de cette route le droit d'emprunter les tronçons français en uniforme et en armes.
- En vertu de l'article 25 du traité de Bayonne (1856), toute embarcation naviguant, passant ou pêchant dans la Bidassoa est soumise à la seule juridiction du pays auquel elle appartient. Néanmoins, « pour prévenir les abus et difficultés qui pourraient résulter de l'application de cette clause, il est convenu que toute embarcation touchant à l'une des rives, y étant amarrée ou s'en trouvant assez rapprochée pour qu'il soit possible d'y entrer directement du rivage » doit être « considérée comme se trouvant déjà sur le territoire du pays auquel appartient cette rive ».
- En application de l'annexe V à la convention de délimitation additionnelle à ce traité de Bayonne, le passage des ressortissants espagnols est libre sur le chemin dit « en bas » reliant la borne frontière 256 (col d'Eraïsé) et la borne frontière 258 (férial d'Eraïsé) pourtant situé en territoire français. De plus, le pâturage des troupeaux de la vallée de Roncal est libre sur le territoire délimité par ce chemin et la frontière (quadrilatère délimité par les bornes frontières 256, 257 S et 258 et la borne auxiliaire 257 N), mais seulement du lever au coucher du soleil.
- En vertu de l'article 10 du traité de Bayonne (1862), les pasteurs espagnols de la vallée d'Ansó peuvent librement faire paître leurs troupeaux dans deux secteurs de territoire français contigus à la frontière, dans le territoire de la commune de Borce, de jour comme de nuit. En complément de cette disposition, le passage est libre par un chemin spécifique situé hors de ces secteurs territoriaux afin de permettre l'accès des troupeaux au premier de ces secteurs. Cette disposition est toutefois inapplicable une année sur six (les années divisibles par 3 et impaires : prévu à l'époque pour permettre la jachère), des règles symétriques autorisant ces années-là le pacage des troupeaux de Borce dans des territoires espagnols.
- Le traité de la Vesiau, ou traité du port d'Astun, associe la commune de Jaca (Haut Aragon) et les trois communes de la Haute Vallée d'Aspe : Urdos, Cette-Eygun et Etsaut. Inscrit au traité des Pyrénées (1659) et cité dans le traité de Bayonne (1856), il précise les droits et usages de pacage des éleveurs et gardiens de troupeaux dans le port d'Astun, de part et d'autre de la frontière.
- Par un accord international du 6 septembre 1957, la France a accordé aux compagnies minières belges d'Hensies-Pommerœul et de Bernissart le droit de poursuivre leurs excavations à fin d'extraction charbonnière sous une partie du territoire de la commune de Saint-Aybert. Il est précisé que les parties des galeries ainsi prolongées sous le territoire français seront soumises au droit belge, le droit français restant applicable aux éventuels dégâts causés à la surface par cette exploitation. Des dispositions symétriques autorisent l'exploitation minière par une compagnie française dans le sous-sol de la commune belge de Bernissart.
- Le protocole de Sangatte du 25 novembre 1991, qui définit précisément l'exercice des compétences françaises et britanniques dans le tunnel sous la Manche, comporte diverses mesures (strictement symétriques) qui conduisent à des concessions mutuelles de souveraineté. En particulier, il autorise les agents des deux États à circuler librement dans l'ensemble du tunnel, et précise qu'en cas d'infraction commise dans le tunnel sans qu'on puisse déterminer le lieu précis de celle-ci, l'État de réception pourra prioritairement poursuivre l'auteur présumé selon les dispositions de son droit interne.

### Dispositions de nature douanière

#### Dispositions tombées en désuétude depuis la constitution dumarché unique européen
- En vertu de l'article 17 du traité de Bayonne de 1856, sont exemptés de tous droits de douane les mouvements de troupeaux entrant en vallée de Cize depuis la vallée d'Aezkoa ou en vallée de Barétous depuis la vallée de Roncal lorsqu'ils sont exécutés en application des contrats de faceries entre ces vallées[19]. Sont également exemptés de droits de douane les déplacements en transit à travers la vallée des Aldudes des troupeaux de la vallée de Baztan lorsqu’ils se rendent dans la vallée de Valcarlos ou en reviennent.

#### Autres dispositions
- Par application de stipulations du traité de Paris (1815) et du traité de Turin (1816), la Suisse possède des droits de nature douanière sur les zones franches de la Haute-Savoie et du pays de Gex qui peuvent s'analyser comme des limitations de la souveraineté française sur ces territoires[20].
- L'aéroport international de Bâle-Mulhouse-Fribourg, situé en France près de Mulhouse, est binational dans son fonctionnement et son statut (unique au monde). Le secteur suisse est relié à Bâle par une route libre de droits de douane.

## Droits français à l'étranger

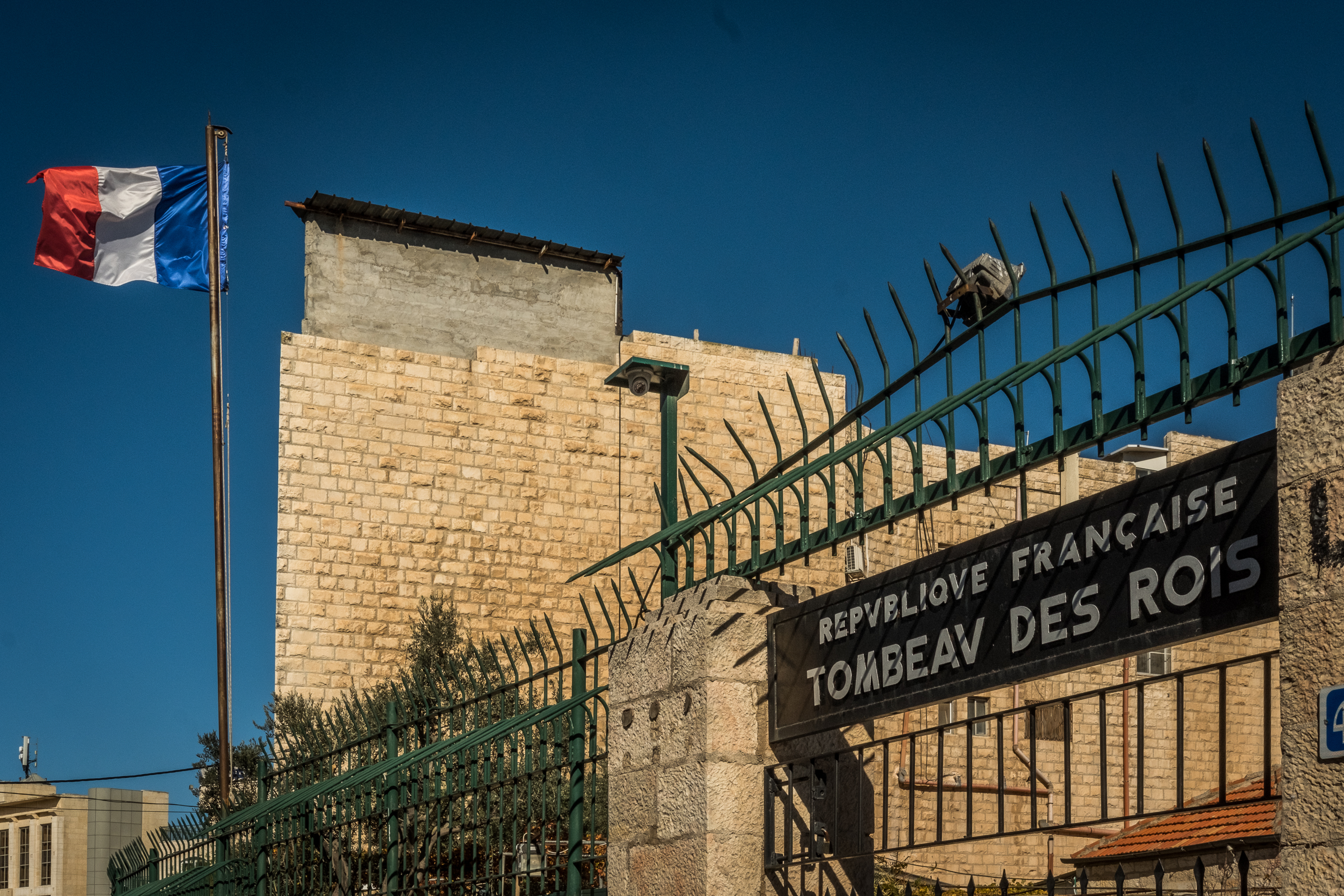
Le site du Tombeau des rois à Jérusalem est administré par la France.

L'État français possède en outre, sur le territoire de différents États, plusieurs domaines qui, même si la France n'en a pas la souveraineté, peuvent bénéficier de dispositions spécifiques (liste non exhaustive) :
- À Rome : la villa Médicis, Académie de France en Italie, et cinq églises : la Trinité-des-Monts, Saint-Louis-des-Français, Saint-Yves-des-Bretons, Saint-Nicolas-des-Lorrains, Saint-Claude-des-Francs-Comtois-de-Bourgogne, de même qu'une chapelle à Lorette (cf. Pieux Établissements de la France à Rome et Lorette) ;
- Quatorze hectares sur l'île de Sainte-Hélène constituant les Domaines français de Sainte-Hélène (Longwood House, le pavillon des Briars et la vallée du Tombeau), situés en territoire britannique[21], et administrés par un consul honoraire ;
- Le domaine national français en Terre sainte, comprenant l'église Sainte-Anne de Jérusalem, le site de l'Eleona[22] au sommet du mont des Oliviers à Jérusalem ainsi que l'ancienne commanderie croisée d'Abou Gosh et le Tombeau des Rois de la princesse Hélène d'Adiabène[23], administrés par le consulat général de France à Jérusalem ;
- Le site du monument en mémoire de 
Turenne à Sasbach (Ortenau), en Allemagne, est la propriété de la République française et fut longtemps officiellement gardé par un militaire français nommé par le gouvernement[24] ;
- Une stèle commémorative sur la butte de Zuran, non loin du Monument de la Paix sur le champ de bataille d'Austerlitz (République tchèque) ;
- La parcelle accueillant une stèle dédiée au Premier Grenadier Théophile-Malo de La Tour d'Auvergne-Corret à Oberhausen (Neuburg-Schrobenhausen) (Bavière, Allemagne) est propriété française depuis son édification en 1800[25],[26],[27] ;
- La Casa de Velázquez à Madrid en Espagne est un terrain de 20 000 m2 qui fut cédé à la France par le roi Alphonse XIII ;
- Alors que l'aéroport de Bâle-Mulhouse-Fribourg - situé en territoire français - est binational, l'aéroport de Genève situé en territoire suisse, possède une zone douanière française et est relié à Ferney-Voltaire par une route réservée : les voyageurs empruntant ce couloir et qui voyagent vers n'importe quel territoire français sont considérés comme partis d'un aéroport français ;
- La forêt domaniale du Mundat située en Allemagne appartient à la France à la suite d'un contrat signé en 1990.
- La base Jean-Corbel, une base de recherche scientifique française[réf. nécessaire] située à proximité de Ny-Ålesund, sur l'archipel du Svalbard en Arctique.

## Autres particularités
- Llívia, enclave espagnole dans le département des Pyrénées-Orientales.
- Le Pays Quint, territoire espagnol situé en bordure du département des Pyrénées-Atlantiques, dont la France bénéficie de la jouissance moyennant le paiement d'une rente annuelle.
- Le ban du village français de Rhinau, dans le département du Bas-Rhin, s'étend à la fois sur les territoires français et allemand (respectivement 1 735 ha et 997 ha), depuis 1542. La partie allemande forme le domaine foncier sans municipalité de Rhinau (Rheinau).
- La route douanière desservant l'Euroairport relève des douanes suisses en territoire français (département du Haut-Rhin) tout comme le secteur suisse de l’aéroport[28]
- Inversement, la route douanière de l'aéroport de Genève, partant de la route nationale 5 à Ferney-Voltaire est entièrement sous les douanes françaises, de même que le secteur français de l'aéroport (où a cependant cours le franc suisse).
- Le Benkenspitz suisse forme une pointe en direction du territoire français (département du Haut-Rhin).
- Le village mosellan de Leiding est cédé à la Prusse en 1815 dans le cadre du traité de Paris ; il est partiellement restitué à la France en 1829. Depuis cette date, le village est donc français d'un côté et allemand de l'autre.
- Tout au nord de la commune de La Brigue (Alpes-Maritimes), une route traverse brièvement le territoire français sur quelques kilomètres, mais mène de chaque côté en Italie (44° 09′ 45″ N, 7° 39′ 50″ E).
- À l'est de la principauté d'Andorre, une route traverse la commune de Porta, dans les Pyrénées-Orientales mais aboutit de chaque côté en Andorre (42° 31′ 36″ N, 1° 43′ 47″ E)[réf. nécessaire].
- La partie supérieure de la Vallée Étroite est située en France, mais pendant l'hiver accessible par la route uniquement depuis l'Italie, desservie par les réseaux italiens (par exemple, le téléphone) et habitée surtout par des Italiens.
- L'Hôtel franco-suisse de La Cure, situé sur la frontière avec la Suisse, est considéré[réf. nécessaire] en Suisse par la France et en France par la Suisse[29].